# Berriozar
Berriozar est une ville et une municipalité de la communauté forale de Navarre (Espagne), dans la mérindade de Pampelune. Elle fait partie de l'Aire métropolitaine de cette dernière. Elle s'est constituée municipalité indépendante en se séparant du Conseil éponyme par décret Foral 87/1991 le 14 mars et publié dans le BON 34/1991.
Elle est située dans la zone linguistique mixte de la province et

## Économie
Elle a profité de la proximité de sa grande voisine, Pampelune, et a bénéficié de la mise en marche du centre commercial Eroski et, tout comme Noain, de l'aéroport entre autres.

## Administration
| 2007-2011 | Francisco Javier Lasa   | Na-Bai                                   |
| 2003-2007 | Benito Rios Ochoa       | (Partido Socialista de Navarra) PSN PSOE |
| 2000-2003 | Benito Rios Ochoa       | (Partido Socialista de Navarra) PSN PSOE |
| 1999-2000 | José Manuel Goldarazena | Euskal Herritarrok                       |
| 1995-1999 | José Luis Campo         | AMO                                      |
| 1991-1995 | Alfonso Alonso          | (Partido Socialista de Navarra) PSN PSOE |

Avant de devenir une mairie autonome, c'était aussi des maires ou présidents de junte d'une vingtaine de conseillers de Berriozar José Luis Campo de la candidature AMO, José Mª Barrena pour le PSN-PSOE et Estela Vasco (PSN-PSOE).

## Démographie
| Évolution démographique                                   | Évolution démographique | Évolution démographique | Évolution démographique | Évolution démographique | Évolution démographique | Évolution démographique | Évolution démographique | Évolution démographique | Évolution démographique | Évolution démographique |
| 1996                                                      | 1998                    | 1999                    | 2000                    | 2001                    | 2002                    | 2003                    | 2004                    | 2005                    | 2006                    | 2007                    |
| --------------------------------------------------------- | ----------------------- | ----------------------- | ----------------------- | ----------------------- | ----------------------- | ----------------------- | ----------------------- | ----------------------- | ----------------------- | ----------------------- |
| 5 500                                                     | 5 412                   | 5 445                   | 5 557                   | 6 002                   | 6 735                   | 7 577                   | 7 865                   | 8 244                   | 8 555                   | 8 636                   |
| Sources: Berriozar et instituto de estadística de navarra |                         |                         |                         |                         |                         |                         |                         |                         |                         |                         |

## Transports en commun
Les lignes  16 17 N3 de Eskualdeko Hiri Garraioa desservent Berriozar.

## Personnalités

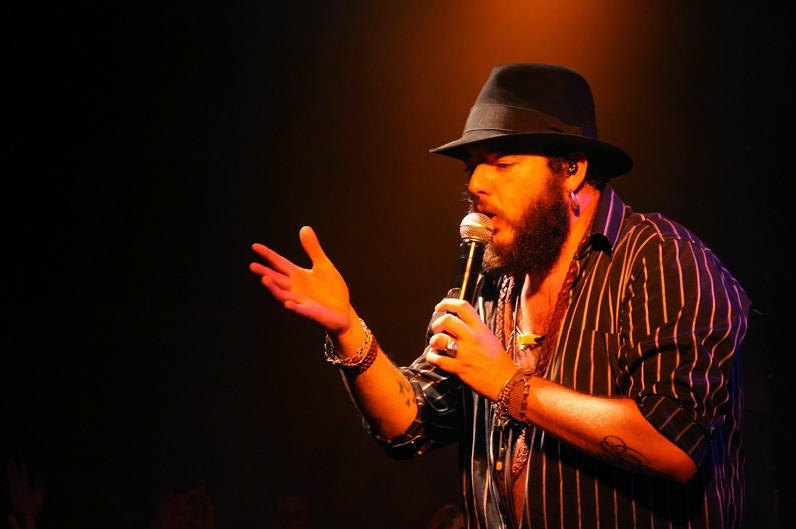
Kutxi Romero en Uruguay (2007)

- Marea est un groupe de rock de cette localité formé en 1997 par Kutxi Romero[4] avec un succès de niveau national. Les disques, jusqu'en 2007, sont au nombre de cinq avec une compilation sur deux CD et deux DVD, avec photos et un livre qui illustre l'histoire du groupe. Ils ont été comparés comme "extrême durs".

### Sources
- (es) Cet article est partiellement ou en totalité issu de l’article de Wikipédia en espagnol intitulé « Berriozar » (voir la liste des auteurs).